# 2008-as Tour of Missouri
A 2008-as Tour of Missouri lesz a 2. Missouri állambeli kerékpárverseny. Szeptember 8-án kezdődött és szeptember 14-én ért véget. 7 szakaszból állt, melyek össztávja 623 mérföldet tett ki.

## Szakaszok
| Szakasz | Dátum          | Rajt         | Cél            | km     | Szakaszgyőztes        | Összetettben vezető   |
| ------- | -------------- | ------------ | -------------- | ------ | --------------------- | --------------------- |
| 1.      | Szeptember 8.  | Saint Joseph | Kansas City    | 144.81 | Mark Cavendish        | Mark Cavendish        |
| 2.      | Szeptember 9.  | Clinton      | Springfield    | 201.13 | Mark Cavendish        | Mark Cavendish        |
| 3.      | Szeptember 10. | Branson      |                | 028.6  | Christian Vande Velde | Christian Vande Velde |
| 4.      | Szeptember 11. | Lebanon      | Rolla          | 168.95 | Michael Barry         | Christian Vande Velde |
| 5.      | Szeptember 12. | St. James    | Jefferson City | 160.9  | Boy van Poppel        | Christian Vande Velde |
| 6.      | Szeptember 13. | Hermann      | St. Charles    | 177    | Mark Cavendish        | Christian Vande Velde |
| 7.      | Szeptember 14. | St. Louis    |                | 085.61 | Francesco Chicchi     | Christian Vande Velde |

## különdíjasok
- A verseny győztese: Christian Vande Velde
- Legjobb fiatal versenyző: Roman Kreuziger
- Legjobb sprinter: Mark Cavendish
- Legjobb hegyi versenyző: Dominique Rollin
- Csapatverseny győztese: Team Columbia